# Copa de Naciones del Golfo de 1972
La Copa de Naciones del Golfo de 1972 (en árabe: كأس الخليج العربي‎) fue la segunda edición del torneo de fútbol a nivel de selecciones nacionales de las monarquías del Golfo y que contó con la participación de 5 selecciones nacionales, una más que en la edición anterior.
Kuwait ganó el título por segundo torneo consecutivo al ser la selección que hizo más puntos durante el torneo celebrado en Arabia Saudita.

## Resultados
| País                   | J             | G             | E             | P             | GF            | GC            | GD            | Pts           |
| ---------------------- | ------------- | ------------- | ------------- | ------------- | ------------- | ------------- | ------------- | ------------- |
| Kuwait                 | 3             | 2             | 1             | 0             | 14            | 2             | +12           | 5             |
| Arabia Saudita         | 3             | 2             | 1             | 0             | 10            | 2             | +8            | 5             |
| Emiratos Árabes Unidos | 3             | 1             | 0             | 2             | 1             | 11            | -10           | 2             |
| Catar                  | 3             | 0             | 0             | 3             | 0             | 10            | -10           | 0             |
| Baréin                 | Descalificado | Descalificado | Descalificado | Descalificado | Descalificado | Descalificado | Descalificado | Descalificado |

| Equipo 1       | Resultado | Equipo 2       |
| -------------- | --------- | -------------- |
| Arabia Saudita | 2-2       | Kuwait         |
| UAE            | 1-0       | Catar          |
| Kuwait         | 2-0       | Baréin         |
| Arabia Saudita | 4-0       | UAE            |
| Baréin         | 6-2       | Catar          |
| Kuwait         | 7-0       | UAE            |
| Catar          | 0-4       | Arabia Saudita |
| UAE            | 0-2       | Baréin         |
| Catar          | 0-5       | Kuwait         |
| Arabia Saudita | 2-1       | Baréin         |

## Campeón
| Copa de Naciones del Golfo 1972 |
| ------------------------------- |
| Bandera de Kuwait               |
| Kuwait 2º Título                |